# La bella scontrosa
La bella scontrosa (La Belle Noiseuse) è un film del 1991 diretto da Jacques Rivette.
Il film, tratto liberamente dal racconto Il capolavoro sconosciuto di Honoré de Balzac, fu vincitore del Grand Prix Speciale della Giuria al 44º Festival di Cannes  e ricevette una Menzione speciale della giuria ecumenica. Nel 1993 è uscita una versione ridotta dalla durata di 125 min chiamata Divertimento.

## Trama
Nicolas, pittore agli inizi, sogna di incontrare il celebre Edouard Frenhofer. Attraverso l'intermediazione di Balthazar Porbus, un mercante d'arte, viene introdotto nella dimora di Frenhofer insieme alla sua compagna Marianne. Costui li porta nell'atelier e racconta loro della Belle Noiseuse, un quadro che ha lasciato incompiuto da più di dieci anni e per il quale era servita da modella la moglie Liz.
Di comune accordo, decidono che sarà Marianne la modella per una Belle Noiseuse bis. Ma Marianne, cui nessuno ha chiesto niente, si ribella a questa decisione. Pur tuttavia, il giorno dopo si presenta alla porta del pittore. Durante i cinque giorni di posa, la tensione monta tra i diversi protagonisti.
La storia si situa all'inizio del XVII secolo, ma Balzac, come Rivette che ha spostato l'azione ai nostri giorni, parla qui della creazione artistica in generale e dei rapporti con l'imitazione del modello reale.